# Max Schrattenholz

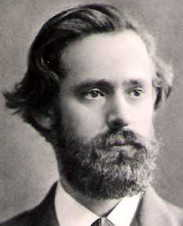
Max Schrattenholz (1880)

Max Peter Schrattenholz, auch Maximillion Peter Schrattenholz (* 21. Oktober 1842 auf Schloss Allner a. d. Sieg bei Bonn; † 30. Oktober 1894), war ein deutscher Pianist und Violinist.

## Leben
Seine Eltern waren der Lehrer, Dichter, Schriftsteller und Komponist Wilhelm Schrattenholz (* 28. Juni 1815 in Birlinghoven bei Bonn; † 4. Dezember 1898 in Köln) und dessen Frau Maria Helena Franziska Schrattenholz, geb. Schreiner (* 15. September 1814 in Birlinghoven bei Bonn; † 29. Dezember 1882 in Bonn).
Schrattenholz genoss eine Ausbildung am Konservatorium in Köln. Er wanderte 1868 nach England aus und ließ sich in London nieder. In dieser Zeit gingen aus zwei Beziehungen insgesamt drei Söhne und zwei Töchter hervor. Eines dieser Kinder war Leo Schrattenholz, der später ein bekannter Komponist, Cellist und Musikpädagoge werden sollte.
Der Schüler von Ferdinand von Hiller wurde 1876 in Straßburg am städtischen Konservatorium zum Professor des Pianofortespiels und der musikalischenTheorie ernannt. Seitdem bekleidete er auch das Amt des Organisten am Straßburger Münster.
Um 1879 wurde er Musik-Direktor der Realschule in Erfurt und wohnte in der Burgstraße 2 in Vieselbach. Um 1881 wurde er in Erfurt außerdem musikalischer Direktor des Soller'schen Musikvereins, der später zusammen mit dem 1826 gegründeten Erfurter Musikverein und dem 1889 gegründeten Erfurter Sängerbund das Musikleben in der Stadt bestimmte.
Schrattenholz gab einige Konzerte in London, Bonn, Köln und Straßburg. In der The Musical World (Ausgabe 215 von 1888) wird ein Konzert mit ihm und seinen Söhnen in der Steinway Hall zu London beschrieben. Auch ein Engagement beim Hochberg'schen Streichquartett des Grafen Bolko Hochberg ist belegt.

## Werke
- Drei Charakterstücke für Pianoforte. No. 1. Weihnachtsliedchen. No. 2. Frühlingslied. No. 3. Abendlied, Op. 15, Leipzig, Robolsky 1881
- Sechs Gedichte für 1 Singstimme mit Pianoforte, Op.20, Berlin, Simrock 1885[24]
  - no. 1. Wie war der Tag so munter
  - no. 2. Ich that dir weh 
  - no. 3. O du milde Frühlingssonne 
  - no. 4. Ein Regentag im Lenze
  - no. 5. Weisst du, was in warmen Tagen 
  - no. 6. Sind die Wünsche erst zur Ruh‘